# Macronemus antennator
Macronemus antennator là một loài bọ cánh cứng trong họ Cerambycidae.